# Microhyla sholigari
Espèce
Statut de conservation UICN

 EN B1ab(iii) : En danger
Microhyla sholigari est une espèce d'amphibiens de la famille des Microhylidae.

## Répartition
Cette espèce est endémique du Sud des Ghâts occidentaux en Inde. Elle se rencontre des monts Biligirirangan dans l'État de Karnataka jusqu'au district de Wayanad dans l'État du Kerala. Elle est présente entre 600 et 1 800 m d'altitude,.

## Étymologie
Cette espèce est nommée en l'honneur des Sholiga.

## Publication originale
- Dutta & Ray, 2000 : Microhyla sholigari, a new species of microhylid frog (Anura: Microhylidae) from Karnataka, India. Hamadryad, vol. 25, no 1, p. 38–44 (texte intégral).